# Ceratozamia alvarezii
Ceratozamia alvarezii là một loài thực vật hạt trần trong họ Zamiaceae. Loài này được Perez-Farrera, Vovides & Iglesias mô tả khoa học đầu tiên năm 1999.